# Транспорт на вимогу

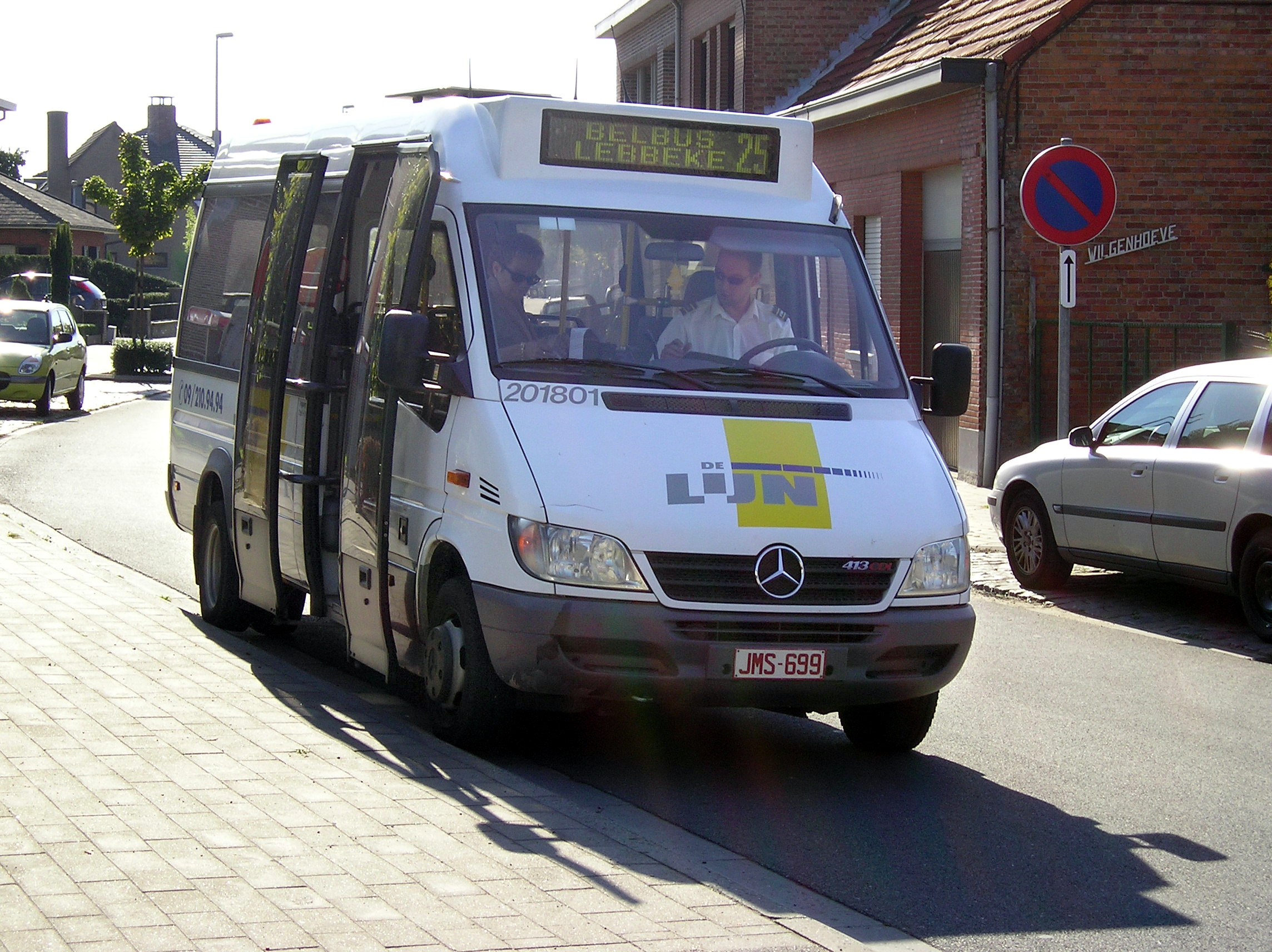
Бус транспорту на вимогу у комуні Сен-Жиль, Бельгія

Тра́нспорт на вимо́гу (нід. belbus, нім. Rufbus, англ. demand-responsive transport, фр. transport à la demande, есп. alvokbuso) ― вид громадського транспорту, використовуваний у деяких країнах, що прибуває лише після замовлення групової поїздки через телефон. Функціює у регіонах, де мешкає недостатня кількість людей для запровадження регулярних автобусних маршрутів. Транспорт на вимогу має фіксовану кількість зупинок, одначе не їздить за закріпленим маршрутом чи графіком, зупиняючись лише там, де замовили пасажири. Поїздка таким транспортом зазвичай коштує стільки ж, скільки звичайним автобусом. Буси транспорту на вимогу, як правило, менші за пересічні автобуси, та розраховані на перевезення від 10 до 15 пасажирів.